# Polovina
Polovina je část celku rozděleného na dva stejné díly.

## Zápis
Polovinu lze vyjádřit následujícími zápisy:
- {\displaystyle {\tfrac {1}{2}}} – přirozený zlomek, racionální číslo
- {\displaystyle {\tfrac {5}{10}}} – desetinný zlomek
- 0,5 – desetinné číslo
- 50 % – procento

Existuje speciální znak Unicode – ½

## Jiné použití výrazu

### Větší a menší polovina
– česká anekdota
V běžné mluvě či žurnalistice se pojmy větší či menší polovina používají k označení lehce nadpoloviční, respektive podpoloviční části celku. Spojení větší polovina se také používá pro označení mírné většiny.

### První a druhá polovina
Pojem první, resp. druhá polovina je označení pro části vzniklé rozpůlením původního seřazeného celku. Ve statistice odděluje první a druhou polovinu medián.